# 카르피

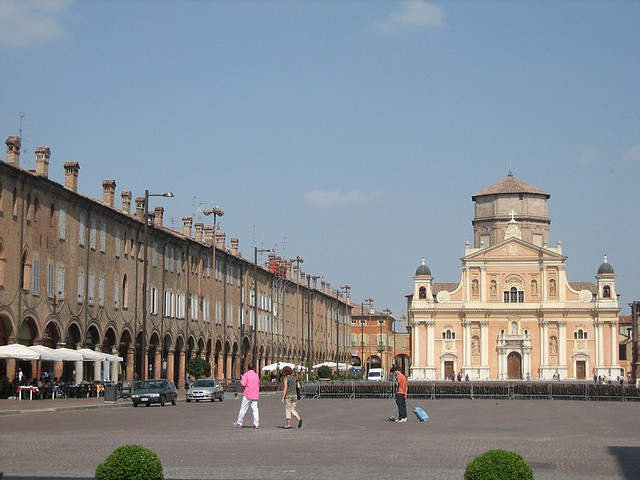

카르피(Carpi)는 이탈리아 에밀리아로마냐주 모데나도의 도시이다. 빌라노바 문화의 정착지 중 하나이다.